# ヨハン・フリードリヒ・ヘルバルト

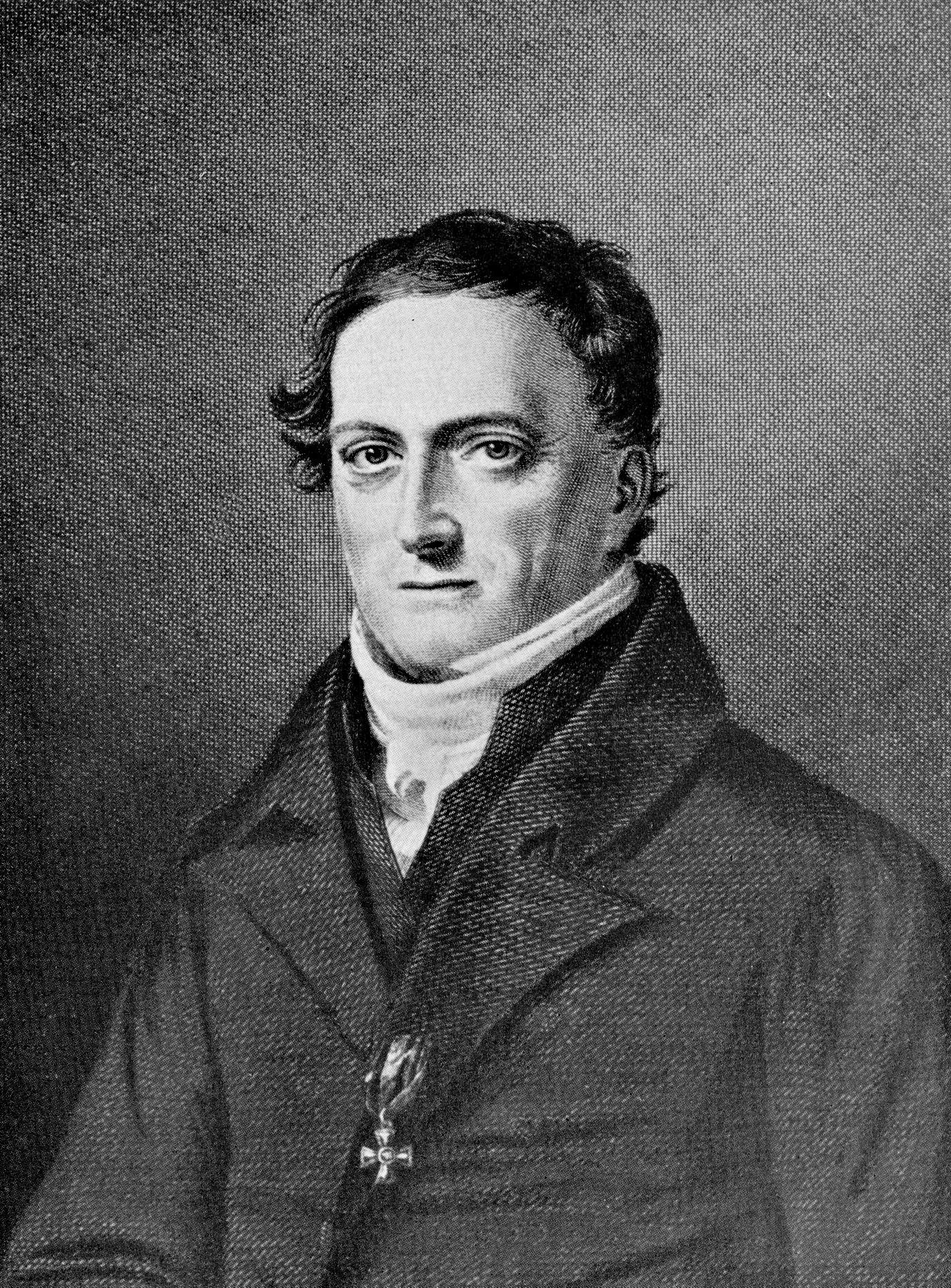
J・F・ヘルバルト

ヨハン・フリードリヒ・ヘルバルト（Johann Friedrich Herbart、 1776年5月4日 - 1841年8月14日)は、ドイツの哲学者・心理学者・教育学者。少なくともドイツ語圏においては、教育学の古典的人物の一人とみなされる。

## 人物・生涯
オランダ国境に近いオルデンブルクの生まれ。イェーナ大学で学ぶ。イェーナではフィヒテのもとで学び、そのサークルにはシェリングがいた。その後、フィヒテの観念論に疑念を抱き決別する。当初、家庭教師をしていた時分に自ら教えていた子どもたちを連れて、ペスタロッチの学校を訪れ、その影響を強く受けた。
1802年大学教授資格を取得。ゲッティンゲン大学で私講師として教え、のちに員外教授になる。1809年、ヴィルヘルム・トラウゴット・クルーグの後任として、かつてカントが就いていたケーニヒスベルク大学の哲学及び教育学の講座に教授として招聘され、1833年にゲッティンゲン大学に招聘されるまで、24年間にわたり大学では付設の教育学ゼミナールで教師の育成に努めるとともに、対外的には学校参事官としてプロイセンの学校改革等に従事した。1833年、再びゲッティンゲン大学に呼び戻され、後に学部長を務めることになるが、1837年にゲッティンゲン7教授事件が起こり、抗議した教授たちを擁護できなかったことで非難を受け、失意のまま1841年に亡くなった。墓所はゲッティンゲンにある。
教育の目的を倫理学に、方法を心理学に求め、教育学を体系化した。教育の方法として「管理」「教授」「訓練」の３要素（教育的教授）を提唱し、教育の目標は強固な道徳的品性と興味の多面性の陶冶にあるとした。
「教授の無い教育などというものの存在を認めないし、逆に、教育の無いいかなる教授も認めない」という名言を残している。この「教授」こそが「陶冶」である。
ヘルバルトの学説は世界に影響を与え、ヘルバルト学派（ツィラー、ラインなど）を形成した。日本でも明治期にラインの五段階教授法（予備－提示－比較－総括－応用）が伝わり当時の教育界に大きな影響を与えている。ただ、彼の没後、彼の弟子たちのいう教授段階説は、形骸化し、ヘルバルトの教育的教授から離れ、「悪しきヘルバルト主義」といわれ、その後20世紀初頭の新教育運動、ドイツでは改革教育運動が生まれてくるその原因となった。

## 四段階教授法（明瞭－連合－系統－方法）
ヘルバルトの著書『一般教育学』において、彼は教育を
1. 教育の目的を倫理学に、
2. 教育の方法を心理学に、

2つに分けて考え、教育の方法を心理学に基づく理論で展開した。
彼は、興味の『多面化』と『統一化』を目指し、脈絡と統一のある認識の過程を明らかにしようとした。
そして、「専心」と「致思」の二段階を見出した。
「専心」と「致思」について
専心・・・一定の対象に没入し、他の対象を意識の外へ排除していく状態
致思・・・「専心」で得た表象を相互に関連づける精神作用
そしてそれをさらに静的と動的段階に分類した。
静的専心・・・明瞭　：　対象の限定によって意識の混乱を排すること
動的専心・・・連合　：　明瞭にされた対象をすでに習得させていた知識と結合、比較する
静的致思・・・系統　：　連合を経た知識を体系化
動的致思・・・方法　：　以上の段階を経た知識がほかの事象に応用可能になる
ヘルバルトの教授理論は学習者の認識が深められ発展する過程を明確にとらえようとしたものである。
その後、五段階教授へと発展。弟子のツィラーとラインによって五段階教育法へと発展していく。

## 著作
- Pestalozzi’s Idee eines ABC der Anschauung. Göttingen 1804.
是常正美監訳『ペスタロッチーの直観のABCの理念』玉川大学出版部、1982年
- Allgemeine Pädagogik aus dem Zweck der Erziehung abgeleitet. Göttingen 1806.
三枝孝弘訳『一般教育学』明治図書出版、1960年
是常正美訳『一般教育学』玉川大学出版部、1968年
- Ueber philosophisches Studium. Göttingen 1807.
- Allgemeine Praktische Philosophie. Göttingen 1808.
- Lehrbuch zur Einleitung in die Philosophie. Königsberg 1813.
- Lehrbuch zur Psychologie. Königsberg und Leipzig 1816. 2. Auflage, Königsberg 1834 (Digitalisat und Volltext - Deutschen Textarchiv)
國府寺新作訳『獨逸ヘルバルト心理學』成美堂、1895年
安東辰次郎訳『ヘルバルト心理學』興文社、1896年
神谷四郎訳『心理學』文学社、1897年
- Psychologie als Wissenschaft, neu gegründet auf Erfahrung, Metaphysik und Mathematik. 2 Bde. Königsberg 1824/25 (Bd. 1, Bd. 2, jeweils Digitalisat und Volltext im Deutschen Textarchiv).
- Allgemeine Metaphysik, nebst den Anfängen der philosophischen Naturlehre. 2 Teile. Königsberg 1828/29.
- Kurze Encyklopädie der Philosophie aus praktischen Gesichtspuncten. Halle 1831.
- Umriss pädagogischer Vorlesungen. Göttingen 1835; 2., vermehrte Ausgabe 1841.
藤代禎輔訳『独逸ヘルバルト教育学』国書刊行会、1981年
- Psychologische Untersuchungen. Göttingen 1839/40.
- Erinnerung an die Göttingische Katastrophe im Jahr 1837. Königsberg 1842 (Digitalisat und Volltext - Deutschen Textarchiv).
- Sämmtliche Werke. Hrsg. von [[Gustav Hartenstein (Philosoph)<Gustav Hartenstein]]. Leipzig 1851 (Digitalisat bei Google Books).

新版
- Lehrbuch zur Einleitung in die Philosophie. Meiner, Hamburg 1997, ISBN 978-3-7873-1343-3.
- Genauere Entwicklung der Hauptbegriffe, welche in die Bestimmung des pädagogischen Zwecks eingehn (= Pädagogische Reform in Quellen. Bd. 2). Hrsg. von Rotraud Coriand. Jena 2006, ISBN 3-938203-22-6.

## 文献
- Walter Asmus: Der „menschliche“ Herbart. A. Henn Verlag, Ratingen bei Düsseldorf 1967.
- Rudolf Fietz (Hrsg.): Johann Friedrich Herbart aus Oldenburg (1776-1841). Holzberg, Oldenburg 1992, ISBN 3-87358-383-6
- Matthias Heesch: Johann Friedrich Herbart zur Einführung. Junius Verl., Hamburg 1999, ISBN 3-88506-999-7
- Gerhard Müßener (Hrsg.): Johann Friedrich Herbart (1776 - 1841), Schneider Verlag Hohengehren, Baltmannsweiler 2002, ISBN 3-89676-538-8
- 三枝孝弘『ヘルバルト「一般教育学」入門』明治図書　1982年
- 高久清吉『ヘルバルトとその時代』玉川大学出版部　1984年
- 浜田栄夫『表象理論とヘルバルト』玉川大学出版部　1995年
- 杉山精一『初期ヘルバルトの思想形成に関する研究―教授研究の哲学的背景を中心として 』風間書房　2001年